# Silje Solberg
Silje Margaretha Solberg (ur. 16 czerwca 1990 w Bærum) – norweska piłkarka ręczna, reprezentantka kraju, grająca na pozycji bramkarki.
W drużynie narodowej zadebiutowała 27 marca 2011 roku w towarzyskim meczu przeciwko reprezentacji Rosji, jej drużyna przegrała 27:30.
Jej siostra bliźniaczka Sanna również jest piłkarką ręczną. Od początku kariery aż do 2014 roku obie zawsze grały w jednej drużynie.

## Osiągnięcia reprezentacyjne

### Juniorskie
- Mistrzostwa Europy U19:
  -  2009
- Mistrzostwa świata U20:
  -  2010

### Seniorskie
- Mistrzostwa świata:
  -  2015
  -  2017
- Mistrzostwa Europy:
  -  2014, 2016, 2020
  -  2012

## Nagrody indywidualne
- 2014 – najlepsza bramkarka mistrzostw Europy (Węgry i Chorwacja)